# Naro-1
O Naro-1, anteriormente designado como Korea Space Launch Vehicle ou KSLV, é o primeiro veículo de lançamento da Coreia do Sul, lançado a 25 de Agosto de 2009. É o primeiro foguete espacial coreano a ser lançado em solo sul-coreano. Foi construído pelo Instituto da Coreia do Sul de Investigação Aeroespacial, a agência espacial nacional da Coreia do Sul juntamente com a Korean Air e foi lançado para o espaço a partir no novo espaçoporto do país, o Centro Espacial Naro. O nome oficial do primeiro foguete KSLV, KSLV-I é Naro, nomeado em homenagem à região onde se localiza o Centro Espacial Naro.
Embora o lançamento em si tenha sido bem sucedido, a sua carga útil excedeu a órbita planeada.
O veículo de lançamento KSLV-I baseia-se no primeiro estágio do Angara combinado com um segundo estágio com combustível sólido construído pela Coreia do Sul. Esta configuração é alegadamente capaz de lançar um satélite com um peso de 100 kg numa órbita baixa.
A 30 de janeiro de 2013 o terceiro Naro-1 conseguiu colocar o satélite STSAT-2C numa órbita baixa terrestre.